# Steinbach (Mühlberger Bach)

Der Steinbach, auch Tannberggraben bzw. Tannbergbach genannt, ist ein kleiner Bach im Bezirk Braunau im Innviertel in Oberösterreich. Er ist ein linker Nebenfluss des Mühlberger Bachs.

## Geographie

### Verlauf
Der Steinbach entspringt am nordwestlichen Abhang des Tannbergs, unweit der Grenze zwischen Oberösterreich und dem Land Salzburg, nimmt unmittelbar nach seiner Quelle links- und rechtsseitig mehrere kleine Zuflüsse auf und wendet sich dann Richtung Nordwesten. Oberhalb von Gebertsham (Gemeinde Lochen am See) ändert der Bach seine Fließrichtung nach Norden und fließt kurz parallel zum weiter westlich fließenden Reitshamer Bach, der ebenfalls in den Mühlberger Bach mündet. Östlich von Petersham (Gemeinde Lochen am See) ändert er seine Fließrichtung erneut und fließt nun nach Nordosten. Kurz unterhalb von Gunzing (Gemeinde Lochen am See) mündet der Steinbach schließlich von links in den Mühlberger Bach ein. Seine Mündung liegt nur kurz unterhalb der des Fillgrabenbachs.
Im Tal des Steinbachs, dem sogenannten Steinbachgraben sind bis heute Flusskrebse zu finden.

### Einzugsgebiet
Nördlich entspringt ein Nebengraben des Eisbachs, der über den Wallersee und die Fischach zur Salzach entwässert. Westlich entspringt der Reitshamer Bach, östlich der Fillgrabenbach, die beide ebenfalls in den Mühlberger Bach münden.